# Ernest van der Eyken
Ernest van der Eyken (* 23. Juli 1913 in Antwerpen; † 6. Februar 2010) war ein belgischer Komponist, Dirigent und Bratschist.

## Leben
Mit fünf Jahren bekam er seine ersten musikalischen Unterweisungen an der Musik-Akademie in Sint-Truiden. Mit sieben Jahren kam er in die Klasse für Notenlehre von Karel Candael (1883–1948) am Königlich Flämischen Musikkonservatorium in Antwerpen. 1930 legte er seine erste Diplomprüfung bei Jan Broeckx mit Erfolg ab. 1931 legte er ebenfalls die Diplomprüfung für Bratsche bei Napoleon Distelmans (1884–1946) ab. Weitere Studiengänge am Konservatorium in Antwerpen waren Kammermusik bei Albert van de Vijver, Orchesterdirektion bei Lodewijk de Vocht (1887–1977), Harmonielehre bei Emiel-Constant Verrees (1892–1968) und Edward Verheyden. Für Kontrapunkt und Fuge studierte er privat bei August de Boeck und Instrumentation bei Paul Gilson. Weitere Studien unternahm er im Fach Dirigieren bei Clemens Krauss und Joseph Marx in der Internationalen Dirigentenschule in Salzburg.
1930 debütierte er als Bratschist in dem Großen Symphonie-Orchester der Weltausstellung (1930 in Antwerpen). Ferner spielte er in den bekannten größeren Orchestern in Antwerpen (Orchester der Königlich Flämischen Oper, Neue Konzerte, Orchester der Zookonzerte sowie diverse Kammermusik-Ensembles). Von 1942 bis 1944 bestellte man ihn zum 2. Dirigenten in der Königlich Flämischen Oper. Im Zeitraum von 1952 bis 1976 war er Lehrer für Violine und Kammermusik an der Musik-Akademie in Ekeren. Er gründete das Philharmonische Kammerorchester in Antwerpen und war zugleich der Dirigent. In den 1960er Jahren war er verantwortlicher Musikredakteur für Musikprogramme im flämischsprachigen Fernsehen. Ferner dirigierte der das Jugend und Musik-Orchester von Antwerpen von 1963 bis 1976 und trat mehrmals als Gastdirigent der Philharmonie von Antwerpen und des Orchesters des B.R.T. (Rundfunk- und Fernsehgesellschaft). 1977 wurde er Mitglied der Königlichen Akademie der Wissenschaften, Dichtung und Schönen Künste von Belgien.

## Werke

### Werke für Orchester
- 1936 Overtura buffa für Kammerorchester
- 1938 Poëma für Streichorchester
- 1966 Salmodia accorata für Kammerorchester
- 1969 Symfonie voor strijkorkest
- 1975 Symfonie nr.2 für Orchester
- 1984 Elegie voor Bieke für Streichorchester
- 1994 Concerto für Klavier und Orchester

### Werke für Blasorchester
- 1968 Refereynen ende Liedekens
  1. Ik hoorde dees dagen...
  2. Jan Broeder vrijt een meisje zoet
  3. Meisken jong, mijn maegdeken teêr
  4. Kareltje, Kareltje
  5. Het windje dat uyt den oosten waeyt
  6. Een liedeken van den Mey
  7. ...een maegdeken klagen
- 1975 Ricordanza
- 1990 Twee Goya's

### Bühnenwerke
- 1963–1966 Elckerlic Oper Libretto: Luc Vilsen

### Andere Werke
- 2000 Fuga voor orgel

### Chormusik
- 1945 Three Negro spirituals für gemischten Chor und Klavier
- De kinderen van de Soetewey für Chor mit drei gleichen Stimmen und verschiedenen Instrumenten

### Kammermusik
- 1942 Twee melodieën für Bratsche und Klavier
- 1943 Streich-Quartett 2 Violinen, Bratsche und Violoncello
- 1993 Saxofoonkwartet
- 1997 Klarinettenkwartet für 4 Klarinetten
- 1997 Streich-Quartett Nr. 3 2 Violinen, Bratsche und Violoncello
- 1999 Concerto per otto strumenti a vento 1 Flöte, 2 Oboen, 2 Klarinetten, 2 Fagotte und 1 Horn
- Allerzielen für Sopran und Klavier
- Avondliedeke für Sopran und Klavier